# Жан-Батист Бессьєр
Жан-Батист Бессьєр (фр. Jean-Baptiste Bessières; 6 серпня 1768 —1 травня 1813) — військовий діяч часів Першої Французької імперії, маршал Франції, герцог.

## Життєпис
Народився у 1768 році у м. Прессак (південна Франція). Був сином перукаря й хирурга. У 1788 році переїздить до Парижу, де увійшов до складу місцевої комуни. Там у 1791 році починає кар'єру військового. У квітні 1792 році Бессьєра було зараховано до Конституційної гвардії, але вже 5 червня звільнено з її лав за те, що намагався захистити французького короля при нападі народу на палац Тюїльрі. 1 листопада цього року був зарахований до 22-го кінного полку, який став частиною революційної армії. Воював в його складі на Піренеях, де дослужився до звання капітана. Потім разом з полком брав участь в Італійському поході Бонапарта у 1796–1798 роках. Відзначився у 1797 році у битві під Ріволі, за що отримав звання майора, у 1798 році очолив бригаду.
У 1798—1799 роках брав участь в Єгипетському поході Наполеона, а згодом — у заколоті 18 брюмера. Тоді ж був призначений заступником начальника гвардії Першого Консула. Брав участь у війнах Франції з Австрією. У 1800 році відзначився у битві під Маренго, після чого отримав звання бригадного генерала. Того ж року стає дивізійним генералом. Після оголошення Французької імперії був наближений до Наполеона I. У 1804 році отримує звання маршала, у 1805 році — Орден Почесного легіону.
У битві під Аустерліцом 2 грудня 1805 року керував кіннотою імператорської гвардії. Завдяки його діям було розбито російську імператорську гвардію. У 1807 році бере участь у битві під Єною та Пройсіш-Ейлау.
У 1808 році Наполеон Бонапарт спрямовує Бессьєра до Іспанії, який того ж року завдає поразки іспанцям у битві біля Медіна-дель-Ріо-Секо. Втім не зумів упоратися з партизанським рухом, тому Бонапарт відзиває Бессьєра до Франції. У 1809 році останній очолює кінноту гвардії у битвах під Ландсхутом, Асперном та Ваграмом. За свої звитяги отримує титул герцога Істрійського. У 1811 році повертається до Іспанії, втім діяв тут невдало. Внаслідок його суперництва з Массеною французькі війська були розбиті у Португалії.
У 1812 році бере участь у поході проти Російської імперії. Відзначився у битві під Бородіно та Малоярославцем. У 1813 році очолює усю кінноти французької армії, б'ється на її чолі у Саксонії. Тут 1 травня 1813 року у бою під Вейсенфельсом Жана-Батиста Бессьєра було вбито гарматним ядром.

## Родина
Дружина — Марі-Жана Лапір'є
Діти:
- Наполеон (1802—1856), герцог Істрійський
- Бертран (1773—1855), барон, дивізійний генерал
- Жюльєн (1777—1840), дипломат, політик